# Mauricio Castañeda
Mauricio Castañeda Mendoza (León, 24 marzo 1992) è un ex calciatore messicano, di ruolo attaccante.

## Carriera
Castañeda ha iniziato la carriera in patria nelle giovanili del León, con il quale ha esordito in prima squadra il 19 settembre 2010, in occasione dell'incontro di Ascenso MX vinto in casa per 3-0 con il Dorados. Nella stagione 2011-2012, non scende mai in campo, tuttavia, conquista la promozione nella massima serie messicana. Il 22 settembre 2012 esordisce nella Liga MX, nel pareggio in trasferta per 1-1 con il Puebla. Il 21 luglio 2013 trova la sua prima rete della carriera, nella vittoria in casa per 1-0 con l'Atlante. Nelle seguenti stagioni, viene utilizzato con il gontagoccie. Nel 2014, esordisce anche nelle competizioni continentali, giocando 3 incontri nella fase a gironi della CONCACAF Champions League e uno nella fase a gironi della Coppa Libertadores.
Nel gennaio del 2015 viene ceduto in prestito al Mineros de Zacatecas, in seconda divisione, per il resto della stagione 2014-2015. Il 18 gennaio successivo ha esordito con la sua nuova squadra, nel pareggio in trasferta per 1-1 con il Necaxa. Il 4 marzo successivo, invece, trova la sua prima rete con la squadra, nella vittoria in trasferta per 3-5 con l'Atlético San Luis, in un incontro di Copa MX. Con i Mineros gioca anche la prima parte della stagione 2015-2016.
Nel gennaio del 2016 viene nuovamente girato in prestito, questa volta al Leones Negros UdeG, per il resto della stagione 2015-2016, dove non verrà mai impiegato in campionato, limitandosi a 3 presenze nella Copa MX.
Nel luglio del 2016 il León ha reso noto il prestito dell'attaccante al Tlaxcala, formazione militante in terza divisione. Qui giocherà soltanto la prima parte della stagione 2016-2017, poiché a dicembre verrà svincolato.
Nel luglio del 2017 si trasferisce in Nicaragua, al Real Madriz, dove gioca 18 partite e segna 12 gol nella massima serie locale. A dicembre viene svincolato.
Nel gennaio del 2018 firma un contratto con il Murciélagos, dove gioca 3 partite in seconda divisione e 3 partite nella Copa MX.

## Statistiche

### Presenze e reti nei club
Statistiche aggiornate al 7 settembre 2021.
| Stagione                    | Squadra                     | Campionato                  | Campionato | Campionato | Coppe nazionali | Coppe nazionali | Coppe nazionali | Coppe continentali | Coppe continentali | Coppe continentali | Altre coppe | Altre coppe | Altre coppe | Totale | Totale |
| Stagione                    | Squadra                     | Comp                        | Pres       | Reti       | Comp            | Pres            | Reti            | Comp               | Pres               | Reti               | Comp        | Pres        | Reti        | Pres   | Reti   |
| --------------------------- | --------------------------- | --------------------------- | ---------- | ---------- | --------------- | --------------- | --------------- | ------------------ | ------------------ | ------------------ | ----------- | ----------- | ----------- | ------ | ------ |
| 2010-2011                   | León                        | AMX                         | 1          | 0          | CM              | 0               | 0               |                    | -                  | -                  |             | -           | -           | 1      | 0      |
| 2011-2012                   | León                        | AMX                         | 0          | 0          | CM              | 0               | 0               |                    | -                  | -                  |             | -           | -           | 0      | 0      |
| 2012-2013                   | León                        | LMX                         | 5          | 0          | CM              | 3               | 0               |                    | -                  | -                  |             | -           | -           | 8      | 0      |
| 2013-2014                   | León                        | LMX                         | 15         | 3          | CM              | 7               | 1               |                    | -                  | -                  |             | -           | -           | 22     | 4      |
| lug.-dic. 2014              | León                        | LMX                         | 3          | 0          |                 | -               | -               | CCL+CL             | 3+1                | 0                  |             | -           | -           | 7      | 0      |
| Totale León                 | Totale León                 | Totale León                 | 24         | 3          |                 | 10              | 1               |                    | 4                  | 0                  |             | -           | -           | 38     | 4      |
| gen.-mag. 2015              | Mineros de Zacatecas        | AMX                         | 4          | 0          | CM              | 6               | 1               |                    | -                  | -                  |             | -           | -           | 10     | 1      |
| lug.-dic. 2015              | Mineros de Zacatecas        | AMX                         | 5          | 0          | CM              | 6               | 0               |                    | -                  | -                  |             | -           | -           | 11     | 0      |
| Totale Mineros de Zacatecas | Totale Mineros de Zacatecas | Totale Mineros de Zacatecas | 9          | 0          |                 | 12              | 1               |                    | -                  | -                  |             | -           | -           | 21     | 1      |
| gen.-mag. 2016              | Leones Negros UdeG          | AMX                         | 0          | 0          | CM              | 3               | 0               |                    | -                  | -                  |             | -           | -           | 3      | 0      |
| lug.-dic. 2016              | Tlaxcala                    | LPM                         | ?          | ?          |                 | -               | -               |                    | -                  | -                  |             | -           | -           | ?      | ?      |
| lug.-dic. 2017              | Real Madriz                 | PD                          | 18         | 12         |                 | -               | -               |                    | -                  | -                  |             | -           | -           | 18     | 12     |
| gen.-mag. 2018              | Murciélagos                 | AMX                         | 3          | 0          | CM              | 3               | 1               |                    | -                  | -                  |             | -           | -           | 6      | 1      |
| 2018-2019                   | Murciélagos                 | LPM                         | ?          | ?          |                 | -               | -               |                    | -                  | -                  |             | -           | -           | ?      | ?      |
| 2019-2020                   | Murciélagos                 | LPM                         | ?          | ?          |                 | -               | -               |                    | -                  | -                  |             | -           | -           | ?      | ?      |
| Totale Murciélagos          | Totale Murciélagos          | Totale Murciélagos          | 3+         | 1+         |                 | 3               | 0               |                    | -                  | -                  |             | -           | -           | 6+     | 1+     |
| Totale carriera             | Totale carriera             | Totale carriera             | 54+        | 15+        |                 | 28              | 3               |                    | 4                  | 0                  |             | -           | -           | 86+    | 18+    |

## Palmarès

### Club

#### Competizioni nazionali
- Ascenso MX: 1

León: 2011-2012
- Campionato messicano: 2

León: Apertura 2013, Clausura 2014